# Коупленд (район)
Коупленд (англ. Copeland) — район (англ. non-metropolitan district) в неметрополитенском графстве Камбрия, административный центр — город Уайтхейвен. Здесь находятся населённые пункты Клитор-Мур, Рейвенгласс, Хейл, Киркленд и другие.
Район расположен в юго-западной части графства, включает в себя значительную часть национального парка Лейк-Дистрикт, а также часть побережья Ирландского моря. В Коупленде расположен Скофелл-Пайк.